# Josep Espinàs i Capdevila
Josep Espinàs i Capdevila fou un polític català, alcalde de Sant Just Desvern des de 1941 fins a 1945.
El 1941, les autoritats franquistes nomenaren el barceloní Josep Espinàs alcalde de Sant Just Desvern tot i que la seva única vinculació amb el poble era la d'anar-hi a passar l'estiu. Espinàs no va dedicar-se gaire a l'alcaldia, ja que sovint no podia assistir als plens; entre febrer de 1943 i octubre de 1945, el primer tinent d'alcalde, Miquel Gazulla, exercí d'alcalde accidental.